# Ноэль, Жак
Жак Ноэль (фр. Jacques Noël, 6 апреля 1920 — октябрь 2004) — французский фехтовальщик-рапирист, чемпион мира и олимпийский чемпион.

## Биография
Родился в 1920 году. В 1952 году стал чемпионом Олимпийских игр в Хельсинки. В 1953 году стал обладателем золотой медали чемпионата мира.